# Oklahoma Jim
Pour plus de détails, voir Fiche technique et Distribution.
Oklahoma Jim est un film américain réalisé par Harry L. Fraser, sorti en 1931.

## Synopsis
Oklahoma Jim Kirby, un joueur, et Lacy, le propriétaire d'un saloon, se rencontrent lors d'une cérémonie de mariage entre Natoma, la fille d'un chef indien, et War Eagle. Le mariage est interrompu lorsqu'il est révélé que Natoma avait été forcée à faire un faux mariage avec un homme blanc. Elle refuse cependant de le nommer et se suicide. Plus tard, Lacy revendique des droits dans l'entreprise de son partenaire décédé, le comptoir d'Indian Range. Jim avait prévu de diriger les jeux de hasard pour Lacy et est surpris d'apprendre qu'il prévoit de vendre l'entreprise prospère à Cash Riley. Mais avant que la transaction ne puisse être conclue, Betty Rankin, la nièce du précédent propriétaire, arrive de l'Est. Pendant ce temps, les Indiens ont pris le sentier de la guerre pour venger l'honneur de Natoma. 
Afin d'éviter la guerre, un agent des affaires indiennes accepte de les aider à trouver l'homme qui l'a déshonorée. Betty est repoussée par la rudesse du pays et par les gens de l'Ouest et décide de retourner à Boston. Elle se lie alors d'amitié avec Jerry, un jeune garçon blanc élevé par les Indiens. Jerry tente d'empêcher Lacy de vendre de l'alcool aux Indiens, et Jim le sauve de la colère de Lacy. Jim suggère alors que Jerry vienne habiter chez lui. Jim apprend de Jerry que Betty prévoit de vendre le comptoir à Riley et de rentrer chez elle, et il s'indigne lorsqu'il apprend le peu qu'on lui en a offert. Lorsque Lacy exige de Riley sa part de l'argent pour qu'il puisse quitter la ville, Riley, furieux que Lacy ait essayé de lui vendre quelque chose qu'il ne possédait pas vraiment, refuse. Riley est tué mais, avant de mourir, il désigne Lacy comme son assassin. Jerry montre à Betty les livres du comptoir, et elle se rend compte que Lacy essayait de la tromper. L'agent arrête Jim et Lacy comme suspects dans le suicide de Natoma. Les deux hommes sont invités par les Indiens à boire un poison qui fera s'évanouir le coupable. Jim le boit et quand Lacy refuse, les Indiens proclament sa culpabilité. Son nom étant blanchi, Jim demande à Betty de l'épouser. 
Il s'occupera des tables de jeu et le couple adoptera Jerry.

## Fiche technique
- Titre original : Oklahoma Jim
- Réalisation : Harry L. Fraser
- Scénario : George Arthur Durlam
- Décors : Ernest R. Hickson
- Photographie : Faxon Dean
- Montage : Leonard Wheeler
- Production : Trem Carr
- Société de production : Monogram Pictures
- Société de distribution : Monogram Pictures
- Pays d'origine :  États-Unis
- Langue originale : anglais
- Format : Noir et blanc  — 35 mm — 1,20:1 — son mono
- Genre : Western
- Durée : 53 minutes
- Dates de sortie : États-Unis : 10 octobre 1931

## Distribution
- Bill Cody : Oklahoma Jim Kirby
- Andy Shuford : Jerry
- Marion Burns : Betty Rankin
- William Desmond : Lacy
- Ed Brady : Cash Riley
- Si Jenks : Conducteur de diligence